# 周玉清
周玉清（1946年7月—），湖南隆回人，汉族，中华人民共和国政治人物，中国共产党党员，第十一届全国人民代表大会湖南地区代表。
毕业于湖南师范学院中文专业。2008年，担任全国人大常委会委员、全国人大法律委员会委员。